# مذبذب بلوري
المُذبذب البلوري أو مهتز بلوري (بالإنجليزية: crystal oscillator)‏ هي دائرة مُذبذب تستخدم الرنين الميكانيكي للاهتزاز البلوري لمادة ذات انضغاط كهربي لتوليد إشارة كهربية ذات تردد دقيق للغاية. يستخدم هذا التردد لتتبع الوقت (كما في ساعات الكوارتز)، للحصول على إشارة ثابتة لدارة النظام الرقمي، وتثبيت ترددات المذياع والمستقبلات. أكثر أنواع المرنانات ذات الانضغاط الكهربي شيوعًا هو بلورات المرو، لذا فقد سميت دوائر المتذبذبات التي تصمم حولها بالمتذبذبات البلورية.
بلورات المرو تُصنّع للترددات من بضع عشرات هرتز إلى عشرات الميغاهرتز. يتم تصنيع أكثر من ملياري (2×109) بلورة سنويًا، معظمها يستخدم في ساعات اليد والساعات والمذياع والحواسيب والهواتف المحمولة. كما تدخل بلورات المرو في أجهزة القياس والاختبار كراسم الإشارة.

## الأستخدام في الحاسب الألى
المتذبذب البلوري هي عبارة عن لوحين من المعدن بينهم مادة الكوارتز وتكون موجودة في اللوحات الرئيسية للأجهزة الإلكترونية والمتذبذب البلوري عنصر يأخذ الكهرباء ويولد ذبذبات أو ترددات بقيم مختلفة وذلك لنقل البيانات.

### أنواع المتذبذب البلوري المستخدم في الحاسب الألى
- D\T (Date\time)khz المتذبذب البلوري التي تحدد الوقت والتاريخ في اللوحة الرئيسية للحاسوب
- Clock generator 14.318 mhz المسئولة عن نقل البيانات

المتذبذبين السابقين لا تخلو أي لوحة أم للحاسوب منهما
- Audio 24.567 mhz المتذبذب البلورى لكارت الصوت للحاسوب
- Network 25.000 mhz كارت شبكات أو الإنترنت